# Макдугалл, Фрэнк
Ду́глас Фрэ́нсис Макду́галл (англ. Douglas Francis McDougall; 21 февраля 1958, Глазго — 1 октября 2023), более известный как Фрэнк Макду́галл (англ. Frank McDougall) — шотландский футболист, игравший на позиции нападающего. Выступал, в частности, за клубы «Сент-Миррен» и «Абердин».

## Игровая карьера
Макдугалл родился 21 февраля 1958 года в городе Глазго и в юности мечтал стать боксёром, но был замечен во время любительских соревнований тренером «Харт оф Мидлотиан» Бобби Сэйтом и влился в юношескую команду эдинбургского клуба.
Карьера в «Харте» была прервана из-за проблем со зрением, которые вылились в полугодовую игровую паузу. После выздоровления Фрэнк выступал за юниорские команды «Дантаучер Хиберниан» и «Глазго Пертшир». После неудачных переговоров о переходе в «Партик Тисл», был подписан контракт с клубом «Клайдбанк».
После 25 голов за «Клайдбанк» в сезоне 1978/79 был продан в «Сент-Миррен» за 150 000 фунтов стерлингов, что стало рекордным трансфером в Шотландии того времени. Сыграл за команду из Пейсли следующие пять сезонов своей игровой карьеры. Большинство времени, проведённого в составе «Сент-Миррена», был основным игроком атакующего звена команды. В составе «Сент-Миррена» был одним из главных бомбардиров команды, имея среднюю результативность на уровне 0,38 гола за игру первенства.
В 1984 году перешёл в клуб «Абердин». В составе этого клуба стал лучшим бомбардиром шотландского Премьер-дивизиона в сезоне 1984/85, забив 22 гола. В «Абердине» Фрэнк получил серьезную травму спины, рецидивы которой всё время беспокоили его. Последний матч за «абердинцев» Макдугалл провёл в августе 1986 года против команды «Хиберниан». Пролечившись шесть месяцев, он так и не смог вернуть себе прежних кондиций, поэтому вынужден был завершить карьеру в возрасте 29 лет.

## Титулы и достижения
- Чемпионат Шотландии
  - Чемпион: 1984/85
- Кубок Шотландии
  - Обладатель: 1985/86
- Кубок шотландской лиги
  - Обладатель: 1985/86